# Histoire de la presse écrite au Royaume-Uni
L’Histoire de la presse écrite au Royaume-Uni a joué un rôle majeur dans le développement des idées et des techniques, en raison d’un dynamisme et d’une liberté très tôt revendiqués, qui en ont fait la pionnière à l’échelle mondiale.

## XVIIesiècle
Le premier périodique anglais a été publié en 1622 et s’appelait Weekly News from Italy. Édité par Nicholas Bourne et Thomas Archer, il suit de deux ans seulement les premières publications en anglais d’informations datées, comme le Corrant out of Italy, qui remontent  au 2 décembre 1620.
En juillet 1641, sous Charles Ier d'Angleterre, la liberté de la presse est instituée lorsqu'est abolie la Chambre étoilée par le Long-Parlement et les premiers comptes-rendus des séances parlementaires sont publiés. La presse écrite participe activement aux rivalités politiques de la guerre civile des années 1640, entre Parlementaires et Royalistes, en les exacerbant. Dès 1643, s'opposent le Mercurius Aulicus (royaliste), dans les colonnes duquel John Birkenhead (24 1616 – 1679) attaque Oliver Cromwell avec une extrême véhémence et un art consommé de la satire, qui ne l'empêcheront pas de devenir patron du Mercurius publius (journal officiel) après la Restauration anglaise, et le Mercurius Britannicus, fondé et dirigé par le parlementariste Marchamont Needham.
La distribution des journaux est aussi relancée. Le service de lettres royales créé en 1635 par Charles 1er pour une toute petite élite est transformé en 1657 en un service postal accessible à des milliers de personnes, mais surveillé étroitement, par John Thurloe (1616 – 1668), maître général des Postes depuis 1655, surnommé le « grand espion de Cromwell ».
Le journalisme devient vite « un instrument de faction et une machine de guerre politique », où se manifestent « l'inexpérience des écrivains », et « les différences de format ». Parmi les autres journaux alors apparus, le Mercurius poeticus, le Mercurius rusticus (deux titres se disputent ce nom, l'un écrit par le prélat royaliste Bruno Ryves (1596–1677), l'autre, par le poète presbytérien Georges Wither, les Nouvelles de Hull ( News from Hull), les Vérités d'York (Truths from York), les Nouvelles certaines d'Irlande (Warranted tidings from Ireland), le Journal du jour (Diurnal paper), les Événements du jour (Diurnal occurrences), L'Éclaireur de Londres (London Intelligencer); la Colombe d'Écosse (Scotland's dove), le Vautour du Parlement (Parliament's Kite), L'Heraclitus, le Democritus, le Mercurius mastyx et le Modéré {The Moderate). Quelques-uns sont royalistes, avec pour écrivains Edward Taylor, Sir Nicholas L'Estrange, 1st Baronet (1604-1655), Peter Heylin (1591 - 1662), toujours grave et quelquefois éloquent, ou Marchamont Needham, célèbre alors par sa versatilité: il passe du presbytérianisme au royalisme, puis au parti indépendant. Après avoir poursuivi de ses sarcasmes le parti royaliste et le roi lui-même, dans le Mercurius Britannicus, il en devient tout à coup l'ardent défenseur dans le Mercurius Pragmaticus, avant de vouer sa plume à Oliver Cromwell, pour couvrir de sa satire Charles Ier d'Angleterre, qu'il défendait un peu plus tôt. Dans cette presse naissante, la gaieté spirituelle descend souvent jusqu'à la bouffonnerie. À l'époque du procès de Charles Ier d'Angleterre, les feuilles imprimées posèrent les questions suivantes : « Le roi de trois royaumes peut-il être jugé par les sujets d'un de ces royaumes, sans le concours des deux autres? Le roi n'a-t-il pas, comme tout Anglais, le droit d'être jugé par ses pairs ? »
Puis Oliver Cromwell supprime en 1655 une partie des journaux, tandis qu’à sa mort, la Restauration anglaise ne réintroduit pas la liberté de la presse, qui est étroitement contrôlée par le Printing Act, même si elle permet la création le 16 novembre 1665 de l’Oxford Gazette qui devient la London Gazette en 1666, le plus ancien périodique au monde encore publié. Mais depuis le Licensing Act de 1662 de sévères pénalités sous forme d'amendes et d'emprisonnement ont rendu la loi dissuasive et la presse britannique va peu à peu se réduire à cette London Gazette.
Le dynamisme de la presse augmente réellement à la fin du siècle, lors de la Glorieuse Révolution  :  de 1688 à 1692, 26 publications sont créées à Londres, concurrençant la Gazette de Leyde et la Gazette d'Amsterdam de Jean-Alexandre de la Font. Dans les années 1690, le Parlement anglais décide de ne pas renouveler la loi sur la presse, le Licensing Act, afin de garantir la liberté de la presse, ce qui permet le dynamisme de l'édition anglaise et du commerce des idées, et irrigue la Révolution financière britannique. La plupart des fondateurs de nouveaux journaux sont des huguenots qui ont fui la révocation de l'Édit de Nantes en France.
Un pasteur français, Jean de Fonvive, gagne une fortune, 600 livres sterling par an, avec son Post Man, alimenté par la diaspora des Huguenots. On lui propose de devenir éditorialiste de la London Gazette. Abel Boyer (1667-1729), arrivé de Castres en 1689, édite le Post Boy: 3 000 exemplaires contre 3 800 pour le Post Man, des chiffres énormes pour l'époque. Un troisième "quasi-quotidien" national, le Flying Post, sort aussi en 1695, les mardi, jeudi et samedi, pour les envois du Royal Mail. Un autre huguenot, Pierre-Antoine Motteux, fonde dès 1692 le Gentleman's Journal, mensuel qui gagne le premier public féminin. L’année suivante, en 1693, est créé le premier périodique féminin, le Ladies Mercury. Dès 1696 est lancé le Lloyd’s News précurseur du quotidien d’assurance et des transports maritimes Lloyd’s List. The Athenian Mercury, de Daniel Defoe, est lui apparu dès 1691.

## XVIIIesiècle

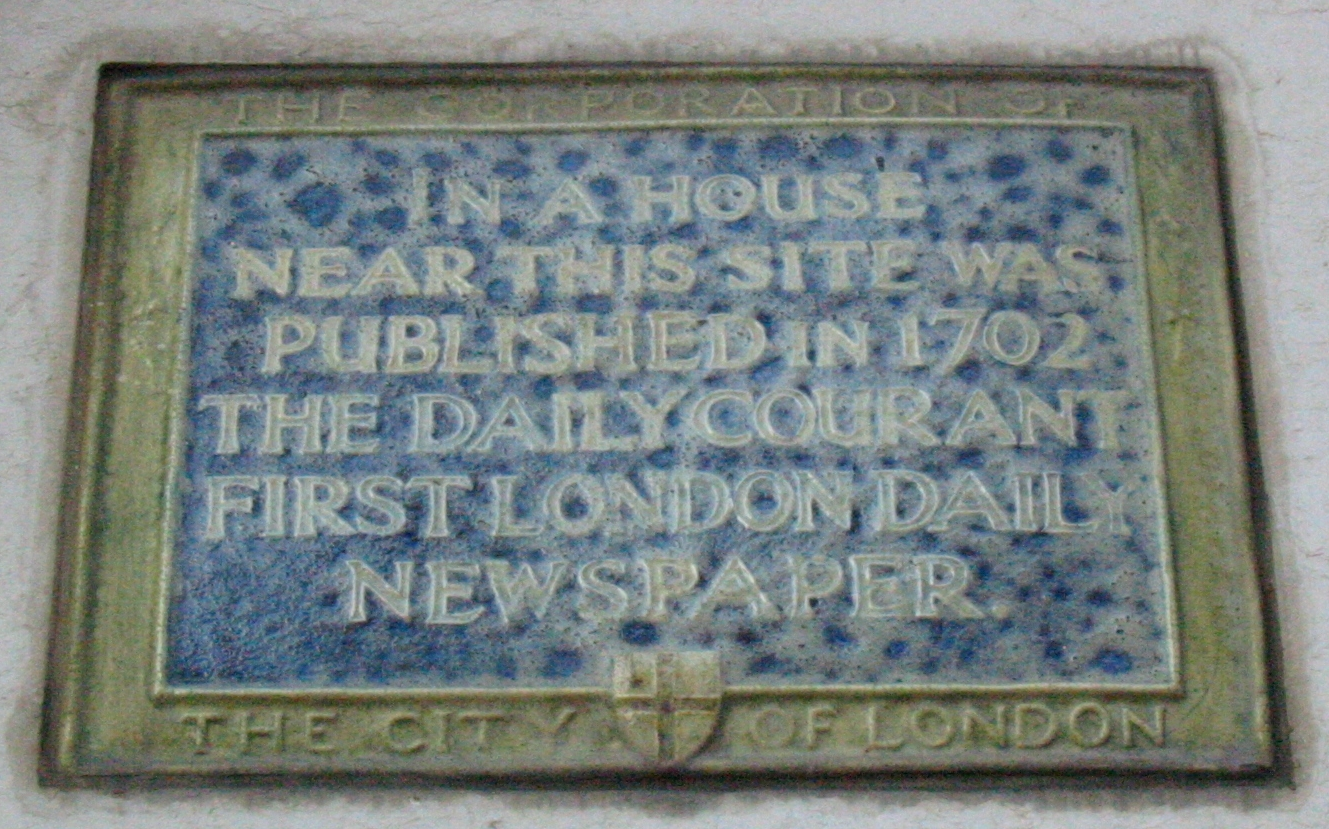
Plaque commémorative à Londres.

Le XVIIIe siècle voit l’essor de la presse anglaise et écossaise s’accélérer. Le Norwich Post, pionnier de la presse régionale, paraît en 1701 dans la région lainière du Norfolk, disputant le rôle de premier quotidien de l'histoire au Daily Courant fondé le 11 mars 1702 par le libraire Edouard Mallet au-dessus du White Hart pub à Fleet Street. Comme le Post Man, il compile des nouvelles de l'étranger. The English Post, journal paraissant trois fois par semaine, est publié de 1700 à 1708 par le libraire et écrivain anglais Nathaniel Crouch (1640–1725), auteur de 70 livres. Les écrivains contribuent à l'ébullition: Daniel Defoe fonde en 1704 le Weekly Review. Jonathan Swift est rédacteur en chef de l’Examiner fondé en 1710. Les Tatler et Spectator, sont fondés en 1709 et 1711 par Richard Steele et Joseph Addison.  Benjamin Harris, emprisonné à Boston au lendemain de la sortie du Publick Occurrences Both Forreign and Domestick, premier journal du continent nord-américain, revient à Londres fonder le London Post, qu’il dirige de 1699 à 1706.
La loi accompagne cet essor en favorisant la naissance d’un droit d’auteur: en 1709, est voté le "Copyright Act", favorisant les investissements dans la presse, malgré une taxe sur les journaux et la publicité instaurée en 1712. Mais il faut attendre l’année 1771 pour que la presse gagne le droit de publier les lois votées au Parlement.
Après la coûteuse guerre de Sept Ans contre la France, le Stamp Act de 1765 vise en particulier les colonies américaines, afin de renflouer les finances du Trésor et prend une importance symbolique énorme, car il est perçu comme une atteinte à la liberté de la presse. Adopté à l'unanimité le 22 mars 1765, pour prendre effet le 1er novembre 1765, il prévoit alors une entrée fiscale de 100 000 livres sterling de plus par an et frappe tous les documents légaux, les permis, les contrats commerciaux, les testaments, les brochures et les cartes à jouer, mais aussi les journaux. La résistance au sein des colonies fait que la loi est abrogée le 18 mars 1766, ce qui ne suffira pas à endiguer la colère qui mène à la guerre d'indépendance des États-Unis.
En 1779, paraît le premier journal du dimanche, le Johnson's British Gazette and Sunday Monitor, disparu en 1829. Le Star and Evening Advertiser, né en 1788, est le premier quotidien du soir. Peu à peu, les grands journaux se regroupent dans une rue de Londres, Fleet Street, l’ex-rue des libraires huguenots, qui accueille son premier grand journal en 1815, le Morning Advertiser, fondé en 1794.  Un siècle plus tôt, la rue avait accueilli le premier quotidien britannique, le Daily Courant en 1702, comme le rappelle une plaque commémorative apposée à St Bride's church en 2002.

## XIXesiècle
La liberté de la presse, qui avait le vent en poupe au siècle précédent, subit parfois de spectaculaires reculs :  Leigh Hunt est emprisonné en 1813 pour avoir critiqué le prince régent dans l’Examiner. Mais la liberté reste la règle [réf. nécessaire]. Les premières illustrations apparaissent dans le Times à l’occasion des obsèques de l’amiral Lord Nelson en 1806.  Le Bell’s life in London (1823) est le premier à publier des actualités sportives.  Plus tard, à l’époque victorienne, la revue satirique Punch (1841) et The Economist (1843) deviennent des titres emblématiques de l’esprit anglais, dont la langue de communication facilite un rayonnement international.
En 1819, à la suite du massacre de Peterloo, qui vit les forces de l'ordre réprimer très violemment une manifestation ouvrière pacifique, le gouvernement fait adopter six nouvelles lois qui restreignent encore davantage la liberté d'expression et qui alourdissent l’impôt sur la presse (une façon de mettre les journaux progressistes hors de portée des ménages ouvriers).

### Combat contre les «taxes sur la connaissance»
La presse anglaise est souvent la plus innovatrice au monde, sur le fond comme sur la forme. Elle se heurte cependant à des obstacles, comme la hausse de la taxe sur les journaux en 1797 et 1815 qui les porte à 4 pence par feuille. L'une des six lois votées en 1819 élargit le nombre de journaux qui la subissent et l'impose pour tout ce qui est plus fréquent qu'un mensuel. 
Dans les années 1830, la presse se révolte contre ce que les plus virulents appellent les "taxes sur la connaissance". Heny Hetherington éditeur du  "Poor Man's Guardian" à Manchester, associé à James Watson et John Cleave, mène la bataille, appelée "War of the unstamped": entre 1830 et 1833 plus de 400 pamphlets sont vendus un penny le numéro, sans payer la taxe et au défi de la loi. Le débat sur le sujet vient à leur secours: la taxe sur la publicité est réduite de moitié en 1833 et celle sur le papier de moitié en 1836, l'année qui voit aussi le droit de timbre ramené à 1 penny.  Dans la foulée de ces mobilisations, la "Newspaper Provincial Society est fondée en avril 1836 à Fleet Street. Présidée par John Matthew Gulch, propriétaire du Felix Farley's Bristol Journal, la réunion de fondation associe 17 propriétaires de journaux, de toutes obédiences. Ils seront 123 en 1842 et 268 en 1885. Il faudra cependant attendre 1855 pour que le Daily Telegraph devienne le 1er quotidien à 1 penny légal. Entre-temps, la presse anglaise mène d'autres combats, pour la liberté de la presse, lors de réformes telles que le "Libel Act 1843", qui encadre le droit de la diffamation en reconnaissant la bonne foi d'un journaliste, et sera prolongé 38 ans après par le Newspaper libel and registration act de 1881.

### Une presse économique très riche
La presse britannique a aussi une composante économique très riche très tôt, qui se signale par son indépendance. Rien qu'à Londres, 52 journaux boursiers naissent entre 1800 et 1900, parmi lesquels Le Cours des échanges et autres choses de James Vetenhall en 1803, le Financial and Commercial record en 1818 et le Circular to bankers d'Henry Burgess, hebdomadaire économique et boursier de huit pages, lu dès 1828 dans les banques de province, qui contribue à la réflexion lors des consultations parlementaires menant au Bank Charter Act. Une vingtaine de publications anglaises spécialisées nourrissent dès 1842 la Railway mania

### Arrivée du télégraphe

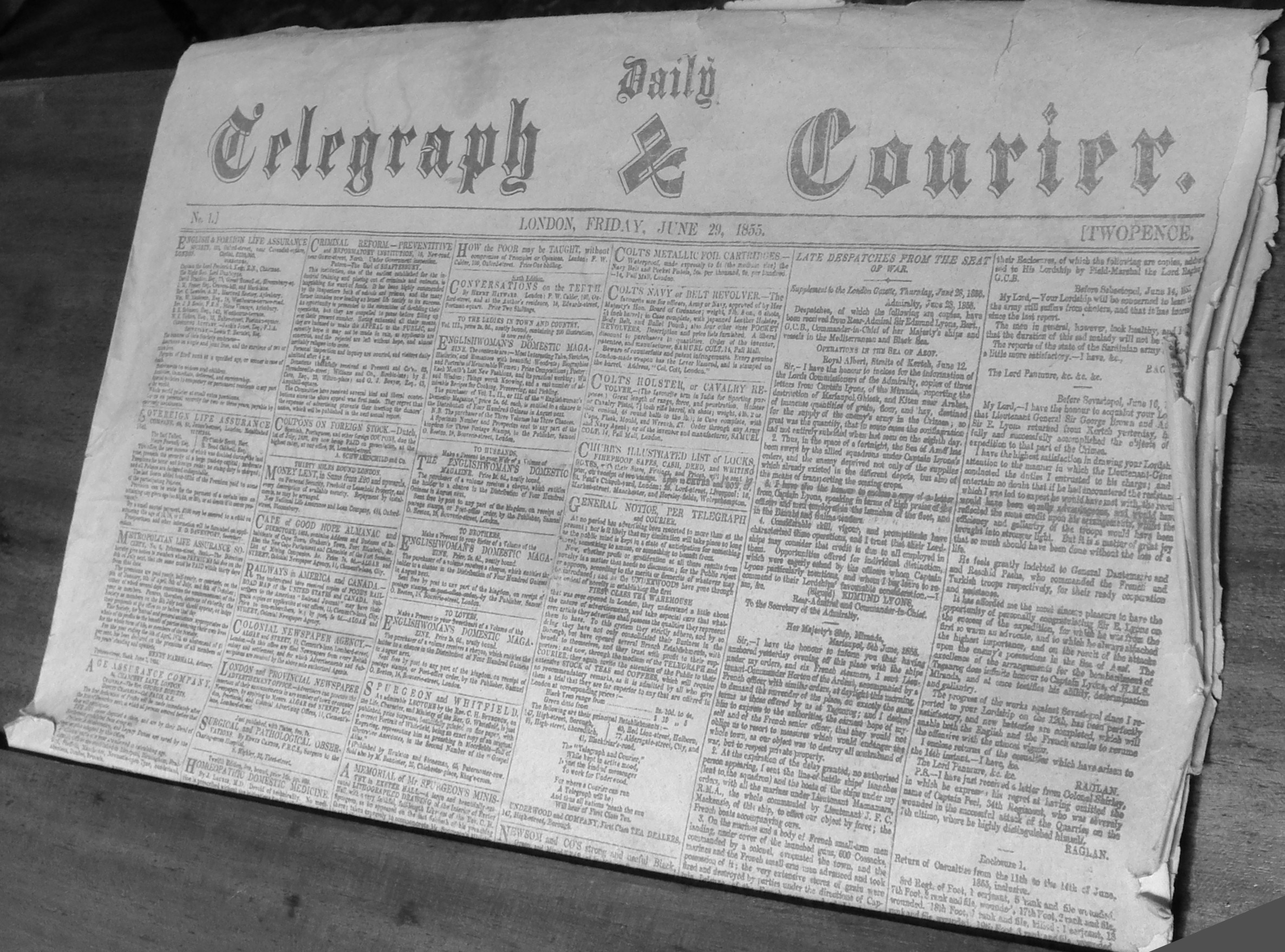
Premier numéro du Daily Telegraph & Courier en 1855

Le premier article fondé sur une information transmise par télégraphe (une naissance à Windsor) est publié par le Times le 6 août 1844. La création de l’agence de presse Reuters en 1851 par Paul Julius Reuters, un ancien de l’Agence Havas, sera suivie en 1868 par celle de la Press Association, qui regroupe les quotidiens régionaux, le Telegraph Act de 1869 instituant des tarifs attractifs pour les agences de presse britanniques à une époque où les coûts des communications étaient un obstacle à leur développement. L'un des plus ardents lobbyistes de cette réforme fut William Saunders (journaliste), qui avait créé à l'âge de 37 ans le Western Morning News de Plymouth en 1860 avec son beau-frère Edward Spender. Dès 1863, il avait aussi fondé sa propre agence de presse, la "Central Press", pour concurrencer Reuters sur le marché des journaux de province, à un coût plus modéré, permettant la diffusion de nouvelles plus en rapport avec leurs besoins. La "Central Press" deviendra la Central News en 1871. Le Telegraph Act de 1869 va inspirer, avec neuf ans d’avance, les lois sur le télégraphe de 1878, votées en mars et avril par le Parlement français, après le départ de Napoléon III, pour transposer dans l'hexagone les idées anglaises, avec l'instauration d'un tarif réduit pour les dépêches d’agence. Pour autant, la poste britannique continue à subventionner la distribution de la presse. En 1875, distribue pas moins de 121 millions de journaux par an, chiffre qui montera à 155 millions en 1891, ce qui se traduit pour elle par une perte nette de 300 000 sterling par an dès 1875, selon l'un de ses dirigeants, William Preece.
Entre-temps, la suppression, en 1855 en Angleterre, de la taxe sur la presse et la publicité, appelée « Stamp Act », a facilité l’essor des titres bon marché à gros tirages, peu après la publication du premier journal en couleurs. L’année 1889 est celle de la première photo de presse, dans l’Illustrated London News: les équipes d’aviron de Cambridge et Oxford. Entre-temps également, d’autres grands quotidiens rejoignent le célèbre The Times, fondé en 1785 par John Walter sous le nom de London Daily Universal Register : le Manchester Guardian (futur Guardian) est lancé en 1821 par John Edward Taylor (1791-1844), le Standard, qui deviendra l'Evening Standard, en 1827, le Daily Telegraph en 1855, le London Financial Guide, futur Financial Times, publié en 1888 par Horatio Bottomley, cinq ans avant d'adopter définitivement sa couleur saumon en 1893.
Le public britannique est attentif à l'indépendance des rédactions. Ainsi, le Western Mail, lancé à Cardiff en 1869 par John Crichton-Stuart (3e marquis de Bute), aristocrate et magnat des industriels du charbon et du fer est mal considéré lors des grèves, suscitant une méfiance dans le sud du pays de Galles, . En 1877, le propriétaire cède le journal à Lascelles Carr (1841-1902), rédacteur en chef depuis la création. En 1868, le Manchester Evening News est créé par Mitchell Henry en vue des élections législatives. Juste après, il le revend à son fils John Edward Taylor, fondateur du Manchester Guardian, qui deviendra The Guardian. La presse régionale se montre parfois progressiste, comme The Scotsman, publié à Édimbourg depuis le 25 janvier 1817 par Charles Maclaren en tant que journal libéral.

## XXesiècle
La National Union of Journalists est fondée en 1907. Le "Copyright Act" est modernisé. La première bande dessinée britannique (« Teddy Tail ») apparaît dans le Daily Mail en 1915 et les premiers mots-croisés dans le Sunday Express, en 1924. The Guardian Weekly est fondé en 1919. La fondation en 1931 de l’Audit Bureau of Circulations, qui officialise les tirages, permet de mettre un peu d’ordre dans le marché de la publicité.
La Première Guerre mondiale est encouragée par le premier patron de presse britannique, Alfred Charles William Harmsworth, 1er vicomte Northcliffe (1865-1922), qui crée les quotidiens Daily Mail et The Daily Mirror, puis rachète le Times et le The Sunday Times. Affaiblie par la censure très violente qui accompagne la Première Guerre mondiale, l’Agence Reuters perd du terrain dans les années 1920 au Canada, en Australie et en Asie où se sont créées des agences de presse nouvelles. Elle passe dès 1925 sous le contrôle de la Press Association. La période qui suit la Seconde Guerre mondiale, voit au contraire une expansion fulgurante de l’Agence Reuters, qui se diversifie dans la finance au début des années 1960, ce qui lui permet de percer aux États-Unis et de devancer ses rivales américaines, en particulier United Press International et l’Associated Press, pour devenir la première agence de presse mondiale, dans l'information comme dans la finance.
Le journaliste Aaron Bastani relève que dans les années qui suivirent la Seconde Guerre mondiale, « les orientations politiques se répartissaient à peu près équitablement au sein de la presse britannique : d’un côté, le Daily Express et le Daily Mail soutenaient Churchill et les conservateurs ; de l’autre, le Daily Herald et le Daily Mirror, d’un poids à peu près comparable aux deux premiers, défendaient les travaillistes. Le Daily Worker, journal fondé par le Parti communiste et ancêtre du Morning Star, se vendait mieux que le Financial Times. »
Les années 1980 sont marquées par un recul de l’Indépendance des rédactions en Angleterre, et la montée en puissance de magnats anglais de la presse qui font la guerre aux syndicats de journalistes et d’imprimeurs de Fleet Street. En 1981, c’est l’achat du Times et du The Sunday Times (Royaume-Uni) par Rupert Murdoch, qui déplace le siège de News International de Fleet Street vers Wapping, où il avait installé de nouvelles rotatives, tandis qu’en 1984 Robert Maxwell achète le groupe Mirror puis lance en mai 1990 The European qui cesse de paraître en 1998. Rupert Murdoch bénéficia de l'aide de Margaret Thatcher, qui intervint afin que la Commission des monopoles et des fusions ne soit pas saisie — alors même que l’opération constituait une violation de la loi antimonopole. De nouveaux titres parviennent cependant à se faire une place au soleil, à l’image de The Independent, fondé en 1986, qui devient progressivement l'un des grands titres de la presse britannique de qualité, le seul qui ne soit affilié ni aux conservateurs ni aux travaillistes. Le directeur général de la BBC, Alasdair Milne, est contraint de démissionner sous la pression des thatchéristes en 1987.
Des magazines de mode et tendances marquent notablement cette époque, avec la création d'i-D et The Face. Le gouvernement conservateur de John Major créé en 1991 la « Press Complaints Commission », qui remplace le « Press Council », avec pour mission de traiter les plaintes du public relatives aux informations publiées mais son président Lord Mac Gregor of Durris constate que les plaintes se concentrent sur les journaux haut de gamme. Le premier titre britannique national sur Internet, l’Electronic Telegraph, est lancé en novembre 1994. Cinq ans plus tard, le 16 mars 1999 voit l’apparition en Angleterre de Metro, le premier quotidien gratuit, qui s’installera trois ans plus tard en France.
De nos jours, la grande majorité de la presse, à des degrés divers, est proche du Parti conservateur britannique : The Sun, Daily Mail, The Daily Telegraph, The Times, Financial Times, etc.